# وليام بيري
وليام جيمس بيري (بالإنجليزية: William James Perry) (ولد في 11 أكتوبر 1927) عالم رياضيات ومهندس ورجل أعمال أمريكي شغل منصب وزير الدفاع الأمريكي من 3 فبراير 1994 إلى 23 يناير 1997 تحت قيادة الرئيس بيل كلينتون. كما شغل منصب نائب وزير الدفاع (1993-1994) ووكيل وزارة الدفاع للبحوث والهندسة (1977-1981).
بيري هو حاليا أستاذ (فخري) في جامعة ستانفورد، مع تعيين مشترك في معهد فريمان سبوجلي للدراسات الدولية وكلية الهندسة. وهو أيضا زميل رفيع المستوى في معهد هوفر بجامعة ستانفورد. وهو يعمل مديرا لمشروع الدفاع الوقائي. وهو خبير في السياسة الخارجية الأمريكية والامن القومى والحد من التسلح. في عام 2013 أسس مشروع ويليام جيه بيري، وهو مشروع غير ربحي لتثقيف الجمهور حول الأخطار الحالية للأسلحة النووية. 
يملك بيري أيضا خبرة واسعة في مجال الأعمال التجارية ويعمل حاليا في مجالس إدارة العديد من شركات التكنولوجيا الفائقة. وهو عضو في الأكاديمية الوطنية للهندسة وزميل في الأكاديمية الأمريكية للفنون والعلوم. ومن بين جوائز التي حازها بيري، وسام الحرية الرئاسي (1997)، وقائد فارس في رتبة الإمبراطورية البريطانية (1998)، والحرس الكبير لرتبة الشمس المشرقة (2002)، الذي منحه إمبراطور اليابان.

## بدايات حياته
ولد بيري في فاندرغريفت بولاية بنسلفانيا، ودرس في أكاديمية كولفر العسكرية ولكنه لم يتخرج منها. تخرج من مدرسة بتلر الثانوية في عام 1945 وخدم في جيش الولايات المتحدة من 1946 إلى 1947، بما في ذلك الخدمة في احتلال اليابان. . التحق لاحقا في احتياط جيش الولايات المتحدة من 1950 إلى 1955.
تلقى بيري شهادة البكالوريوس (1949) والماجستير (1950) من جامعة ستانفورد والدكتوراه في الرياضيات من جامعة ولاية بنسلفانيا في عام 1957.  كان مدير مختبرات الدفاع الإلكتروني في شركة سيلفانيا / جي تي إي في كاليفورنيا من 1954 إلى 1964 ورئيس مختبر الأنظمة الكهرومغناطيسية (ESL) من 1964 إلى 1977، وهي شركة إلكترونيات قام بتأسيسها.  كان له دور فعال في إثبات الجدوى التقنية لاستخراج استخبارات الإشارات للاتحاد السوفيتي من خلفية ترددات الراديو الشاملة مع برنامج المراقبة ريولايت/أكواكيد المقترح آنذاك.  في عام 1967 تم تعيينه كمستشار فني لوزارة الدفاع. من عام 1977 إلى عام 1981 شغل بيري منصب وكيل وزارة الدفاع للبحوث والهندسة في إدارة جيمي كارتر، حيث تولى مسؤولية شراء أنظمة الأسلحة والبحث والتطوير.  من بين إنجازاته الأخرى، دوره الفعال في تطوير تكنولوجيا الطائرات الشبح.
غادر بيري البنتاغون في عام 1981، وأصبح مديرًا لشركة هامبرشت وكويست حتى عام 1985، وهي شركة مصرفية استثمارية في سان فرانسيسكو «متخصصة في شركات التكنولوجيا والدفاع».  تم تعيينه من قبل الرئيس رونالد ريغان في عام 1983 للعمل في لجنة الرئيس للقوات الاستراتيجية.  في وقت لاحق في الثمانينيات وحتى عام 1993، شغل مناصب مؤسس ورئيس مجلس إدارة تحالفات استراتيجيات التكنولوجيا، وأستاذ في كلية الهندسة بجامعة ستانفورد، ومدير مشارك للوقاية مشروع الدفاع في مركز ستانفورد للأمن والتعاون الدوليين، وذلك قبل أن يعود إلى البنتاجون كنائب لوزير الدفاع.  وكان أيضًا عضوًا في لجنة باكارد. 

## روابط خارجية
- وليام بيري على موقع مونزينجر (الألمانية)
- وليام بيري على موقع إن إن دي بي (الإنجليزية)